# Pedro Rodríguez del Fresno
Pedro Rodríguez del Fresno (Santa Fe, mayo de 1806 - ib., agosto de 1871) fue un militar y político argentino de padres nacidos en Galicia (España), que participó en las guerras civiles argentinas y ejerció brevemente como gobernador de su provincia, Santa Fe.

## Inicios
Fue uno de los últimos hijos del matrimonio compuesto por el protomédico Manuel Rodríguez Sarmiento y su esposa Francisca del Fresno Martínez, ambos oriundos de La Coruña, Galicia, España, e instalados a partir de 1790 en la ciudad de Santa Fe. Era hermano menor de María Josefa del Pilar Rodríguez de Fresno, esposa del caudillo y gobernador de Santa Fe, brigadier Estanislao López y de Joaquina Rodríguez del Fresno, esposa de Domingo Cullen, ministro de gobierno del general López. Fue, además, tío materno de los futuros gobernadores santafesinos José María Cullen, Patricio Cullen, Tomás Cullen e Ignacio Crespo, del coronel Telmo López, de Marcelino Freyre, de Tiburcio Aldao y de su hermano, el comandante Camilo Aldao.
Se enroló en el cuerpo semi veterano de caballería Dragones de la Independencia del ejército provincial santafesino en 1823 y prestó servicios en la frontera con los indígenas. Participó, con el grado de teniente a órdenes de los generales López y Fructuoso Rivera en la campaña a las Misiones Orientales, durante la Guerra del Brasil, en 1827.
En 1830 fue enviado a la vecina provincia de Entre Ríos, a colaborar en la defensa de su gobernador, coronel Pedro Barrenechea, contra la invasión de los generales Ricardo López Jordán (padre) y Juan Lavalle, a órdenes del coronel Pedro Espino.
En 1831, durante la guerra contra la unitaria Liga del Interior y, tras la captura al general José María Paz (líder de la Liga) en El Tío, en  Córdoba, y su posterior traslado al campamento del general López, líder del ejército del Pacto Federal, el ya capitán Rodríguez del Fresno fue el jefe de la partida que escoltó al general Paz hasta Santa Fe. Ese mérito —además de su parentesco político con López y Cullen— le permitió ascender rápidamente hasta el grado de teniente coronel.
A la muerte de López, fue el jefe del ejército de la provincia bajo el gobierno de su cuñado Cullen. Enfrentó la invasión del hermano del difunto, coronel Juan Pablo López, que venía con milicias rosarinas y refuerzos porteños y cordobeses y el apoyo del gobernador de Buenos Aires, brigadier Juan Manuel de Rosas, y fue derrotado en El Tala, en octubre de 1838. Mientras Cullen se refugiaba en Santiago del Estero, Rodríguez del Fresno y el comandante Santiago Oroño huyeron a Uruguay.

## El gobierno provincial
En 1839 se incorporó a la campaña de Lavalle contra Entre Ríos. Peleó en las batallas de Don Cristóbal y Sauce Grande, y participó en la campaña hacia Buenos Aires, con el grado de coronel. En la retirada hacia el norte, recogió el cadáver de Cullen (fusilado por órdenes de Rosas apenas pisó el territorio de Buenos Aires) y lo llevó a Santa Fe.
Cuando Lavalle tomó la ciudad de Santa Fe, y a falta de alguien más representativo, lo nombró gobernador de la provincia. Durante su gobierno, dedicado exclusivamente a la guerra y reunir dinero para la misma, se sucedieron varias derrotas parciales de los unitarios; entre ellas, la pérdida de la mayor parte de los caballos.
Cuando llegó la noticia de la entrada del general Lamadrid en Córdoba, casi simultáneamente con la de la paz entre el gobernador porteño Juan Manuel de Rosas y el gobierno francés, Lavalle decidió marchar a Córdoba a unirse a las fuerzas de la Coalición del Norte. Viendo que quedaba sin un ejército que lo protegiera, Rodríguez simplemente abandonó su gobierno nominal: había ocupado el cargo 50 días.

## Después del gobierno
Acompañó a Lavalle en su retirada al interior y peleó en Quebracho Herrado y Famaillá, después de lo cual se exilió en Bolivia. Pasó los siguientes años como empleado de la aduana de Cobija, el único puerto de ese país, y como empleado de comercio en Chile.
Regresó después de la batalla de Caseros y se estableció en Salta, donde se casó con la hija de Francisco de Gurruchaga, uno de los firmantes de la Independencia. En junio de 1859 fue incorporado al Ejército Argentino reconocido con el grado de coronel. En junio de 1861 fue elegido diputado nacional, pero no ejerció el cargo por la derrota de la Confederación Argentina en la batalla de Pavón.
Dos años más tarde fue jefe de correos de Santa Fe, y más tarde ocupó otros cargos, como fiscal de la Cámara de Justicia provincial. En 1864 organizó la línea de fortines del norte de Santa Fe, y fundó el fuerte de San Javier, hoy la ciudad de ese nombre.
Murió de tifus en Santa Fe en agosto de 1871.